# Варіяпола (підрозділ окружного секретаріату)
Підрозділ окружного секретаріату Варіяпола — підрозділ окружного секретаріату округу Курунегала, Північно-Західна провінція, Шрі-Ланка. Складається з 56 Грама Ніладхарі.